# パオロ・ビアンコ
パオロ・ビアンコ（Paolo Bianco, 1977年8月20日- ）は、イタリア・フォッジャ出身の元サッカー選手、現サッカー指導者。現役時代のポジションはDF。

## 経歴
フォッジャ・カルチョのユース出身。トレヴィーゾFC、カルチョ・カターニアへ移籍した後、2006年よりカリアリ・カルチョに移籍。ルイス・ディエゴ・ロペスやミケーレ・カニーニらと共にカリアリの守備陣を支えている。
2009-10シーズンよりアタランタBCへ移籍。2010年7月に同クラブとの契約を解消し、セリエBのUSサッスオーロ・カルチョと契約を結んだ。2012-13シーズンにはセリエBで初優勝を飾り、クラブ史上初のセリエA昇格メンバーの一員となった。
2014-15シーズン限りで現役を引退し、サッスオーロのプリマヴェーラ及びトップチームのアシスタントコーチを務める。2017-18シーズンよりセリエCのシラクーザ・カルチョに指揮官として招聘された。

## タイトル
トレヴィーゾ
- セリエC1 : 2002-03
- スーペルコッパ・ディ・レガ・ディ・セリエC : 2013

サッスオーロ
- セリエB : 2012-13